# Nicoletta Romanoff
Nicoletta Romanoff (Roma, 14 de mayo de 1979) es una actriz italiana de cine y televisión. Hizo su debut en el cine interpretando el papel de Valentina en la película Remember Me, My Love de Gabriele Muccino. Su actuación de adolescente rebelde en el largometraje fue alabada por la crítica. Dos años después debutó en la televisión italiana en la serie Un anno a primavera, donde interpretó el papel de Ángela.
Romanoff es hija del político italiano Giuseppe Consolo y su esposa, Natalija Nikolaevna Romanov, de quien obtuvo su nombre artístico. Su abuelo materno es Nicolás Románovich Románov, fallecido miembro de la Familia Imperial Rusa.

## Filmografía

### Cine
| Año  | Título                                | Papel                | Director              |
| ---- | ------------------------------------- | -------------------- | --------------------- |
| 2003 | Remember Me, My Love                  | Valentina            | Gabriele Muccino      |
| 2007 | Cardiofitness                         | Stefania             | Fabio Tagliavia       |
| 2010 | From the Life and Onward              | Rosalba              | Gianfrancesco Lazotti |
| 2012 | A flat for three                      | Lorenza              | Carlo Verdone         |
| 2015 | Crushed Lives - Il sesso dopo i figli |                      | Alessandro Colizzi    |
| 2017 | La casa di famiglia                   | Masha                | Augusto Fornari       |
| 2020 | Nuestros mejores años                 | Margherita Angelucci | Gabriele Muccino      |

### Televisión
| Año  | Título                    | Papel    |
| ---- | ------------------------- | -------- |
| 2005 | Un anno a primavera       | Angela   |
| 2007 | Il Pirata – Marco Pantani | Cristina |